# Torch Gallery
Torch Gallery is een Nederlandse galerie in Amsterdam.
De galerie werd in 1984 opgezet door Adriaan van der Have, als een podium voor nationale en internationale kunst. Het was de eerste galerie in Nederland die de fotografie erkende als een serieuze vorm van kunst. Hierdoor wist TORCH een groep zeer succesvolle internationale fotografen aan zich te binden.
Adriaan van der Have bood, als eerste galerie, ruimte aan fotografen die door hun innovatieve manier van werken later de fotografie tot kunst verheven. De carrières van internationaal bekende namen zoals Anton Corbijn en Inez van Lamsweerde vonden hun start bij Torch Gallery. Torch presenteerde wonderkinderen uit de internationale kunstwereld in Nederland zoals Anthony Goicolea en Loretta Lux.
Na het overlijden van Adriaan van der Have in 2009 heeft zijn zoon Mo de galerie overgenomen. 
Thans vertegenwoordigt de galerie onder meer de kunstenaars Philip Akkerman, Teun Hocks, Terry Rodgers, Philip Akkerman, Ashley Zelinskie, Luis Xertu en TINKEBELL.